# 崔孝芬
崔孝芬（485年—534年8月28日），字恭梓，博陵郡安平县（今河北省衡水市安平县）人，出自博陵崔氏的博陵第二房，北魏昭武将军、司徒司马、泰昌景子崔挺长子，北魏官员。

## 生平
崔孝芬年轻时就有才学见识，博学喜好文章，魏孝文帝元宏召见他，非常赏识赞叹。李彪对崔挺说：“近来见你贤能的儿子拜谒皇帝，皇帝的意思很是赞许，我应当效法孔融，为陈群而拜他的父亲陈纪。”崔挺说：“您自己想要妥善处于我们父子之间，但这话我是不敢听的。”
司徒彭城王元勰自行板授崔孝芬任行参军，之后崔孝芬出任著作郎，承袭了父亲的爵位泰昌子。尚书令高肇受宠权势极盛，他儿子高植出任青州刺史，请求崔孝芬出任青州司马。崔孝芬之后出任司徒记室参军、司空属、定州大中正，他擅于剖析事理决断事务，很有能干的名声，府主任城王元澄很看重他。熙平年间，元澄上奏土地制度八条，都是崔孝芬参与制定的。崔孝芬在司空府很久，出任龙骧将军、廷尉少卿。
孝昌初年，梁武帝萧衍派遣将领裴邃等人进犯淮南。魏孝明帝元诩诏令行台郦道元、都督河间王元琛前往讨伐，军队驻扎在城父，数月不前进。魏孝明帝敕令崔孝芬持节，带着齐库刀前去催促军队开赴前线参战，梁军退军后崔孝芬返回。荆州刺史李神俊受到南梁的围攻，魏孝明帝诏令加崔孝芬通直散骑常侍，以将军出任荆州刺史，兼尚书南道行台，领军司，率领将军们救援李神俊，因此代替李神俊出任刺史。当时，荆州州郡内的防守据点都已失陷，通过的道路经三鵶，已经被梁军占据。崔孝芬统帅的部队人数少，不能径直前进，于是从弘农堰渠山山道南下，派遣弟弟崔孝直率领轻装士兵在前，出乎梁军的意料之外，梁军奔逃溃散，人民回家安居。魏孝明帝嘉奖慰劳崔孝芬，并赐给马匹和绵绢等物品。
后来，崔孝芬因为是元乂的党羽，和卢同、李奖等人一起被除名，召回朝廷。当年崔孝芬担任廷尉少卿的时候，章武王元融因为贪污被弹劾，崔孝芬依重罪处置。等到元融担任都督，北征鲜于脩礼，当时崔孝芬的弟弟崔孝演率领宗族部曲在博陵躲避鲜于修礼的军队，郡城被攻陷，崔孝演很快被杀害。元融于是秘密上表说：“崔孝演沦入鲜于修礼的部众做了个头领。”崔孝芬于是被收捕，全家逃窜到南梁，遇到赦免才回到北魏。
孝昌三年（527年）二月，南梁将军成景隽率领军队围困彭城，朝廷任命崔孝芬为宁朔将军、员外常侍、兼任尚书右丞，任徐州行台。崔孝芬将出发，入宫告辞。灵太后对崔孝芬说：“您的女儿现在服侍我儿子，与您就是亲属故友，为何辜负我？而将头伸入元乂的车中，称这个老太婆终究需要除掉。”崔孝芬说：“臣蒙受国家的厚恩，按道义没说这种话。假如确实有这种话，谁能听到？如果听说到这番话，此人和元乂的亲密关系又远超臣之上。请求当面和听说这番话的人对质，足以分辨真假。”灵太后失意不满的态度消解，于是面有愧色。成景隽筑造栅栏和堤坝，图谋截断泗水灌彭城。崔孝芬率领大都督李叔仁、柴集等人前往彭城与敌人作战，成景隽等人力量不足而退兵。崔孝芬升任安南将军、光禄大夫、兼任尚书，为徐兖行台。
建义初年（528年），太山郡太守羊侃占据太山郡据反叛，远召南梁的部队围困逼迫兖州。朝廷任命崔孝芬为散骑常侍、镇东将军、金紫光禄大夫，仍兼尚书东道行台，和大都督刁宣赶去救援，和行台于晖汇合，到达后就围困了羊侃。永安元年十一月癸亥（528年12月6日），高欢、于晖、崔孝芬和刁宣在瑕丘大败羊侃。羊侃突围投奔南梁，其余地区全部平定。
永安二年（529年），魏孝庄帝元子攸听说元颢有入侵的计划，敕令崔孝芬南赴徐州。元颢暗中出兵攻向考城，俘虏了大都督、济阴王元晖业，乘胜前进，派遣后军都督侯暄守卫梁国城作为后援。崔孝芬率领将军们疾驰前往围攻侯暄，担心元颢派兵增援，就急速攻城，日夜不停。五天后的五月戊寅（529年6月4日），侯暄突围，被俘后斩首，南梁军队三千多人被俘虏。魏孝庄帝回到洛阳，任命崔孝芬出任西兖州刺史，将军如故。崔孝芬早已厌倦外任，坚决推辞不上任，于是魏孝庄帝任命他出任太常卿。
普泰元年（531年），南阳郡太守赵脩延偷袭占领荆州城，囚禁刺史李琰之，招引南梁军队。朝廷任命崔孝芬出任卫将军、荆州刺史，兼任尚书南道行台，又任命崔孝芬出任都督三荆诸军事、车骑将军、署理骠骑将军。崔孝芬已经出兵，于是改任散骑常侍、骠骑将军、西兖州刺史。太昌初年（532年），崔孝芬兼任殿中尚书，很快出任车骑大将军、左光禄大夫，仍为尚书。永熙二年九月壬子（533年10月30日），崔孝芬加仪同三司，兼任吏部尚书。
魏孝武帝受高欢逼迫，西逃入关中。永熙三年八月甲寅（534年8月28日），高欢在洛阳永宁寺召集百官，收捕崔孝芬和辛雄、开府仪同三司叱列延庆、兼度支尚书杨机、散骑常侍元士弼，将他们都杀了，崔孝芬时年虚岁五十，他的家属被发配为官奴，东魏天平年间才被赦免。
崔孝芬博学有文采能言善辩，擅于谈论，喜好和后辈俊才来往，全天欣快，谈论古今典故，杂以嘲讽玩笑，听的人能忘记疲劳。崔孝芬所著不押韵的文章有数十篇，有八个儿子。
崔孝芬兄弟孝顺仁义慈爱宽厚，弟弟崔孝演、崔孝政先去世，崔孝芬等其他兄弟哭泣非常悲痛，不吃肉食和蔬菜，容貌因为守丧消瘦羸弱，见到的人都为他们哀伤。崔孝暐等人侍奉崔孝芬极尽恭敬服从的礼节，坐立饮食的进退举止，没有崔孝芬的命令都不敢随意行动。听到鸡叫就起床，早早的问候崔孝芬，一丝一毫的钱财都不进入自己的房间中，遇到喜事和丧事需要财物，家族中聚集对坐分派。各房的女眷也是相亲相爱，互通有无。一开始崔挺崔振兄弟共同居住，崔振去世之后，崔孝芬等人侍奉叔母李氏，就像对待亲生母亲一样，从早到晚照顾生活起居，回家离家都去当面告知，家务事无论大小，都向李氏咨询后决定。只要兄弟们出行，获得的财物都收纳到李氏库房，四季分配都由李氏自己决定，如此这样有二十多年。崔孝芬等人抚养堂弟崔宣伯和崔子朗，就像对亲兄弟一样。

## 其他
当年高隆之受到高欢的信赖，他性格阴险狠毒，一点点怨恨也要报复。因为高隆之想和仪同三司崔孝芬结为婚姻没能成事，高隆之对崔孝芬制造罪名，将他迫害致死，最终高隆之自己也是全家被杀，舆论认为这是因果报应。

## 家庭

### 兄弟姐妹
- 崔氏，嫁北魏左光禄大夫、散骑常侍、骠骑大将军魏子建[31][32][33]
- 崔孝暐，北魏征虏将军、赵郡太守
- 崔孝演，北魏瀛州安西府外兵参军
- 崔孝直，北魏卫将军、右光禄大夫
- 崔孝政，北魏太尉汝南王元悦行参军
- 崔嫔，魏孝文帝妃嫔

### 妻妾
- 罄阳公主，北魏侍中、骠骑大将军、开府仪同三司、领国子祭酒、兼尚书令、安丰文宣王元延明之女[34]，后改嫁郑伯猷[35][36]
- 李氏，崔勉生母

### 子女
- 崔勉，北魏散骑常侍、征东将军、金紫光禄大夫、定州大中正
- 崔猷，隋朝大将军、汲郡明公
- 崔宣度，北齐伏波将军、襄垣郡太守
- 崔宣轨，北魏尚书考功郎中，在晋阳被杀
- 崔宣质，在晋阳被杀
- 崔宣靖，北魏大司马广陵王元欣记事参军事，在晋阳被杀
- 崔宣略，在晋阳被杀
- 崔宣默，北魏开府广平王元赞东阁祭酒，在晋阳被杀
- 崔芷蘩，嫁北齐侍中、太子詹事、灵武县开国男李希仁
- 崔氏，魏孝明帝世妇[37][38]

### 养女
- 贾氏，贫困人家的子弟，崔孝芬死后罄阳公主带着贾氏改嫁郑伯猷，之后贾氏被孙腾纳为妾，孙腾夫人袁氏死后贾氏被扶正为夫人，皇帝诏令封丹阳郡君[35][36]